# Niklas Beisert
Niklas Beisert (* 1977) ist ein deutscher theoretischer Physiker, der sich mit Quantenfeldtheorie befasst. Er lehrt an der ETH Zürich.

## Leben
Beisert ist der Sohn der Architektin und Kunstgeschichtlerin Anna Katharina Beisert-Zülch (Hochschule Hildesheim) und des Architekten Thomas Beisert (APB). Er ist der Enkel von Klaus-Joachim Zülch. Er studierte ab 1996 als Stipendiat der Studienstiftung des Deutschen Volkes Physik an der TU München (Diplom 2002) und am Imperial College London. Ab 2002 war er am  Max-Planck-Institut für Gravitationsphysik in Golm bei Potsdam.  2004  wurde er an der Humboldt-Universität Berlin bei Matthias Staudacher promoviert (The Dilation Operator of N=4 Super-Yang-Mills Theory and Integrability). Als  Post-Doktorand war er an der Princeton University (als Dicke Fellow), an der er 2005 Assistant Professor wurde. Ab 2006 war er Gruppenleiter (Dualität und Integrable Strukturen) am MPI für Gravitationsphysik bei Potsdam und seit 2011 ist er Professor an der ETH Zürich.

## Forschungen
Er forscht über integrable (das heißt exakte Lösbarkeit ermöglichende) Strukturen und Symmetrien in (vierdimensionalen) Eichfeldtheorien und damit über die AdS/CFT Korrespondenz zusammenhängenden Stringtheorien. Die AdS/CFT Korrespondenz drückt eine Äquivalenz der Beschreibung von Eichtheorien (wie sie im Standardmodell der Elementarteilchenphysik verwendet werden) und Stringtheorien aus, konnte aber bisher nicht bewiesen oder widerlegt werden. Er verwendete dabei Techniken, die für exakt integrierbare Systeme der Festkörperphysik (wie eindimensionaler Spinketten) angewandt wurden, wie den Bethe-Ansatz, angewandt auf den Fall supersymmetrischer Eichfeldtheorien mit maximaler Symmetrie (planare N = 4 supersymmetrische Yang-Mills-Theorie, mit Symmetriegruppe PSU (2,2|4)), in denen zuvor Joseph Minahan und Konstantin Zarembo von der Universität Uppsala Hinweise auf integrable Strukturen fanden. Die sich daraus ergebenden Forschungsentwicklungen bei der Lösung supersymmetrischer Eichfeldtheorien für große N bezeichnete der Nobelpreisträger David Gross auf der Strings-07-Konferenz als interessanteste Entwicklung in der Stringtheorie des zurückliegenden Jahres.

## Ehrungen
2005 erhielt er die Otto-Hahn-Medaille und 2007 die Gribov Medal der European Physical Society. 2006/7 war er Sloan Fellow. 2013 erhielt er den New Horizons in Physics Prize.

## Schriften
- Beisert u. a. Review of AdS/CFT Integrability: An Overview, Lett. Math. Phys., 99, 2012, 3,   Arxiv